# Arsilda, regina di Ponto
Arsilda, Regina di Ponto est un drame musical en trois actes du compositeur Antonio Vivaldi sur un livret de Domenico Lalli.

## Historique
Quatrième opéra de Vivaldi, il a été mis en scène pour la première fois au Teatro Sant'Angelo de Venise le 27 ou le 28 octobre 1716. Selon le Pallade Veneto, une revue vénitienne de l'époque, l'œuvre eut un grand succès et fut jouée sans difficulté, après avoir reçu le visa du censeur, Tommaso Maria Gennari, inquisiteur général de la république de Venise.
Après la représentation à Venise, l'opéra fut repris et représenté à la cour de Cassel et probablement aussi à celle de Dresde. En outre on a retrouvé à Prague et à Cracovie plusieurs copies d'un grand nombre d'airs du drame, parfois traduits et/ou adaptés. L'œuvre était dédiée au comte Giacomo Brivio di Brochles.
Ce travail se place au cours de la première phase de l'activité dans l'opéra du Prêtre roux, à un moment de l'histoire de l'opéra vénitien où se terminait l'époque marquée par des compositeurs comme Carlo Francesco Pollarolo, Antonio Lotti et Francesco Gasparini, qui avaient dominé la vie musicale de la ville, et dont les travaux se référaient au vieux modèle du drame du siècle précédent, qui avait fait la fortune de Venise.
En 1713, cependant, il se produisit un tournant, Gasparini retourna à Rome, le Théâtre San Cassiano, temple de la tradition, fut fermé et Vivaldi était sur le point de débuter dans les théâtres vénitiens. Il chercha donc entre 1714 et 1715 à établir sa réputation et son autorité, tant de compositeur que de metteur en scène, dans les théâtres vénitiens (particulièrement au Sant'Angelo), entreprise ardue dans une ville aristocratique et conservatrice, où les théâtres étaient sous le contrôle de patriciens.
La preuve en est qu'à l'automne 1715 fut signé un contrat entre les propriétaires du Sant'Angelo et le metteur en scène Pietro Denzio qui mettait fin à l'influence croissante de Vivaldi sur cette scène. Il fut alors relégué au Teatro San Moisé qui était plus petit, mais il retourna au Sant'Angelo à l'automne 1716, précisément pour y donner Arsilda, regina di Ponto. Entre-temps l'ex-chanteur Pietro Ramponi succédait à Denzio dans la charge de metteur en scène, mais le Prêtre roux n'en figure pas moins comme metteur en scène officiel pendant cette saison dans le même théâtre.
Bien qu'Arsilda, regina di Ponto ait été mise en scène en octobre 1716, le drame était déjà prêt un an plus tôt, mais il avait fait l'objet d'un travail long et laborieux avec coupes, révisions et adaptations, tant dans la musique que dans le texte, afin d'éviter des critiques éventuelles.

## Argument

### Arrière-plan
Après la mort de son mari, la vieille reine de Cilicie, Antipatra, règne avec son beau-frère Cisardo jusqu'à ce que ses deux enfants jumeaux, Tamese (ou Tamase) et Lisea aient atteint l'âge de la majorité. Pour mater une rébellion Tamese se rend sur les frontières du royaume en compagnie de Barzane, le jeune roi de Lydie, le fiancé secret de sa sœur. Ils sont reçus par le roi du Pont, et tous deux tombent amoureux de sa fille Arsilda, ce qui provoque la rupture de leur amitié. Arsilda choisit comme fiancé Tamese et Barzane jure de se venger, mais alors qu'il rentre chez lui Tamese fait naufrage. Puisque seuls les hommes peuvent accéder au trône de Cilicie, Antipatra, qui croit son fils mort, force sa fille Lisea à feindre d'être son frère jumeau. Ainsi, après la mort de sa mère, c'est Lisea qui hérite du trône.

### Acte I
Nous sommes au palais royal d'Ama, capitale de la Cilicie, où Lise, qui fait semblant d'être Tamese, annonce à la foule en fête ses fiançailles avec la princesse du Pont Arsilda. Mais Cisardo, son oncle, attire l'attention de tout le monde sur une nouvelle qui vient d'arriver : un ennemi s'est introduit dans la ville afin d'enlever la fiancée.
Dans ses appartements privés le « faux Tamese » refuse à Arsilda une nouvelle fois de tenir sa promesse de mariage, et elle en reste profondément blessée. Entre ensuite Nicandro, qui jure fidélité à son ami « Tamese » et promet de combattre l'ennemi infiltré dans la ville. Lorsque Lisea reste seule finalement, elle peut alors confier son désespoir à son amie Mirinda, toutes les deux échangent sur l'amour des confidences et des réflexions. L'intrus hostile n'est en réalité personne d'autre que Barzane ; ayant appris le retour de « Tamese », il a décidé de se venger comme il l'a juré, c'est-à-dire de tuer son ancien ami. Seulement le véritable Tamese n'est pas mort dans le naufrage, mais y a survécu, et maintenant il est dans les jardins du palais royal, déguisé en jardinier : il est ulcéré parce qu'il croit que sa sœur lui a volontairement volé sa couronne. À peine Barzane a-t-il aperçu Arsilda, qu'il lui tend un piège, mais elle est tout de suite sauvée par Tamese, qui cependant ne lui révèle pas sa véritable identité. Elle se sent immédiatement attirée par son sauveur inconnu, alors que Barzane est capturé. Peu de temps après, Lisea, qui était occupée par une cérémonie dans un temple, est informée par son oncle de l'arrestation.

### Acte II
Toujours sous le masque de Tamese, Lisea va voir Barzane, maintenant en prison, et elle lui reproche violemment d'avoir trahi celle qu'il aimait en secret (c'est-à-dire elle-même). Cette accusation laisse Barzane bien penaud. Arsilda présente à Lisea son sauveur, qui ne souhaite pas dire comment il s'appelle ni d'où il vient, mais ses réponses évasives font soupçonner à sa sœur que c'est bien son frère qu'elle croyait mort, tandis qu'Arsilda, qui se sent attirée sentimentalement par lui, imagine que le « faux jardinier » est un admirateur venu du Pont. Lisea, qui se rend compte de cette attirance, réussit à retarder le mariage.
Une chasse est organisée en l'honneur de la déesse Diane. Lisea, qui se trompe de plus en plus sous les yeux d'Arsilda, décide de retourner auprès de Barzane à qui elle révèle que sa fiancée secrète est toujours vivante et qu'elle se cache dans le palais. Elle lui dit également qu'elle souffre beaucoup et lui donne une clé qui lui permettra de la rejoindre. Barzane demande alors au « faux Tamase » de lui pardonner d'avoir trahi sa sœur. Pendant ce temps, le vrai Tamase console Arsilda, qui est un peu perdue. Cisardo, qui a entendu la conversation, est furieux de la tromperie de sa nièce.

### Acte III
Lisea (qui n'est plus déguisée en Tamese) attend l'arrivée de Barzane dans les catacombes du palais.
Dès son arrivée, Barzane lui demande pardon et promet de demander à son « frère » de l'épouser. Lisea, folle de joie, ne trouve pas d'issue à cette situation complexe.
Mirinda avoue à Tamese sa chaste attirance pour lui et, peu après, Cisardo, comprenant qui est le vrai Tamese, tente de dissuader le « faux jardinier » d'usurper le trône. En secret, Lisea avoue à son oncle Cisardo qu'elle a été forcée de se faire passer pour son frère pour des raisons d'État et qu'elle a découvert par la suite que celui-ci était toujours en vie.
Peu après, Barzane demande à Lisea (à nouveau déguisée en Tamese) la main de sa sœur. Cisardo explique la situation confuse au peuple et Lisea cède le trône à son frère. La pièce se termine par le double mariage de Tamese-Arsilda et de Barzane-Lisea.

## Sources
- (it) Cet article est partiellement ou en totalité issu de l’article de Wikipédia en italien intitulé « Arsilda, regina di Ponto » (voir la liste des auteurs).